# De koude revolutie
De koude revolutie is een verzameling essays van de Franse schrijver Michel Houellebecq, samengesteld en vertaald in het Nederlands door Martin de Haan. De eerste editie verscheen in 2004 met als volledige titel  De koude revolutie. Confrontaties en bespiegelingen. De tweede editie, deels herzien en uitgebreid, verscheen in 2022 onder de titel Nader tot de ontreddering. De koude revolutie 2022. De bundels bestaan in deze vorm alleen in het Nederlands en bevatten vrijwel alle, tot 2022 gepubliceerde essays van Houellebecq. In het Frans en andere talen is het essayistisch werk van deze schrijver in afwijkende samenstellingen en onder andere titels gepubliceerd.
De bundel uit 2004 bevat ruim dertig essays; die uit 2022 veertig, waarvan zeventien nieuwe. Enkele essays hebben een grotere omvang. Verreweg het omvangrijkst is de monografie over de Amerikaanse sciencefictionschrijver H.P. Lovecraft, die alleen in de eerste uitgave is opgenomen. Verder bevatten beide edities een tiental interviews met Houellebecq. De auteur bestrijkt in beide bundels een veelheid aan onderwerpen, waarbij hij blijk geeft van een voor hem kenmerkende pessimistische kijk op de hedendaagse westerse samenleving, een duidelijke afkeer van het liberalisme en een zekere voorkeur voor het conservatisme.

## Inhoud

### Titel
De titels van de twee essaybundels zijn bedacht door de samensteller/vertaler Martin de Haan, aangezien er in 2004, toen de eerste bundel uitkwam, in het Frans nog geen complete verzameling van Houellebecqs essays bestond. Beide titels verwijzen naar het essay 'Nader tot de ontreddering'. In dit essay pleit de auteur ervoor om af en toe een informatie- en consumptiestop in te lassen: "een soort van koude revolutie [...] door even buiten de informatief-publicitaire stroom te gaan staan [...] je hoeft alleen maar een pauze in te lassen, de radio uit te doen, de televisie uit te zetten; niets meer te kopen, niets meer te willen kopen."

### Opbouw
De eerste editie van de bundel uit 2004 telt 368 pagina's en bevat 32 essays, verhalen, brieven en interviews, die chronologisch gerangschikt zijn naar verschijningsdatum. De meeste essays zijn kort (2-10 pagina's). Vier essays plus het afsluitende interview van Houellebecq met Martin de Haan tellen elk twintig pagina's of meer. Daarvan zijn er drie onderverdeeld in hoofdstukken. Het omvangrijkste werk, de monografie 'H.P. Lovecraft – Tegen de wereld, tegen het leven', bestaat uit een voorwoord, gevolgd door drie delen met in totaal zestien hoofdstukken. Het kan gezien worden als één werk – Houellebecq noemde het ooit "een soort van eerste roman" – maar ook als zestien afzonderlijke essays. Dat geldt nog meer voor 'Dode tijden', waarin er inhoudelijk nauwelijks verband bestaat tussen de acht hoofdstukken. De essays worden voorafgegaan door een voorwoord van de vertaler/samensteller, en afgesloten door een notenlijst van de vertaler, een bibliografie en een namenregister.
De tweede editie uit 2022 telt 480 pagina's en veertig essays, eveneens chronologisch gerangschikt naar verschijningsdatum. Daarvan zijn er zeventien nieuw. Het laatste essay, 'Niemand wil doodgaan', uit 2021, was zelfs nog in geen enkele Franse bundel verschenen. De meest omvangrijke nieuwe essays in de tweede editie zijn 'In aanwezigheid van Schopenhauer' en het gesprek met de journalist Geoffroy Lejeune over de Rooms-Katholieke Kerk. Het eerste is onderverdeeld in hoofdstukken, het tweede in paragrafen (zie noot 2). Verder zijn er enkele langere interviews toegevoegd. Anders dan in de eerste editie, staan de voetnoten hier onderaan de pagina. De bibliografische gegevens van de opgenomen stukken volgen direct na de titel. Het namenregister achterin beslaat zes bladzijden, van Pierre Abélard tot Éric Zemmour.

### Essays
Hieronder volgt een overzicht van de essays en interviews in de twee edities van De koude oorlog. Eén ster (*) geeft aan dat het stuk is opgenomen in De koude revolutie. Confrontaties en bespiegelingen (2004); twee sterren (**) dat het stuk is opgenomen in Nader tot de ontreddering. De koude revolutie 2022; een combinatie daarvan (*, **) geeft aan dat een stuk in beide bundels is opgenomen. Verder worden vermeld het aantal pagina's en eventuele hoofdstukken, en eerdere publicaties van de Frans- en Nederlandstalige versies.

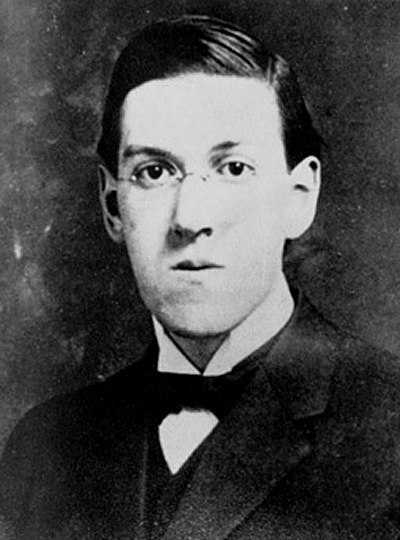
H.P. Lovecraft

- 'H.P. Lovecraft – Tegen de wereld, tegen het leven' (*, 15 hoofdstukken, 97 pagina's). Oorspronkelijke titel: H.P. Lovecraft – Contre le monde, contre la vie, in 1991 verschenen als afzonderlijke uitgave. De Nederlandse vertaling verscheen in 2015 eveneens als zelfstandige publicatie.
  - Voorwoord (4 pagina's)
  - Eerste deel: Een andere kosmos; Rituele literatuur (2 hoofdstukken, 16 pagina's)
  - Tweede deel: Aanvalstechnieken; Zet het verhaal in als een stralende zelfmoord; Spreek zonder versagen het grote Nee tegen het leven uit; Dan zult u een machtige kathedraal zien; En uw zinnen, dragers van onzegbare ontregelingen; Zullen de contouren schetsen van een totale waanzin; Die zal opgaan in de onnoembare architectuur der tijden (7 hoofdstukken, 42 pagina's)
  - Derde deel: Holocaust; Antibiografie; De schok van New York; Rassenhaat; Hoe wij van Howard Phillips Lovecraft kunnen leren de geesteshouding van een levend offer aan te nemen; Tegen de wereld, tegen het leven (6 hoofdstukken, 33 pagina's)
- 'Leven, lijden, schrijven – methode' (*, **, 4 hoofdstukken, 21 pagina's). Oorspronkelijke titel: 'Rester vivant – méthode', in 1991 verschenen als zelfstandige titel, in 1997 als inleiding bij de dichtbundel Rester vivant / La Poursuite du bonheur. De Nederlandse vertaling is in 2003 eveneens uitgegeven als afzonderlijke publicatie door uitgeverij Voetnoot.
  - Allereerst: het lijden (6 pagina's)
  - Articuleren (4 pagina's)
  - Overleven (4 pagina's)
  - Slaan waar het pijn doet (5 pagina's)
- 'Jacques Prévert is een lul' (*, **, 3 pagina's). Oorspronkelijke titel: 'Jacques Prévert est un con', in 1992 verschenen in Les Lettres françaises, in 1998 opgenomen in Interventions.
- 'De verloren blik – lofzang op de stomme film' (*, **, 2 pagina's). Oorspronkelijke titel: 'Le Regard perdu – éloge du cinéma muet', in 1993 verschenen in Les Lettres françaises; in 1998, 2009 en 2020 opgenomen in de drie edities van Interventions.
- 'Machtsovername op ISDN' (*, 9 pagina's). Oorspronkelijke titel: 'Prise de pouvoir sur Numéris', in 1995 verschenen in Objet perdu, in 1999 opgenomen in Rester vivant et autres textes.
- 'Gesprek met Jean-Yves Jouannais en Christophe Duchatelet' (*, **, 8 pagina's). Oorspronkelijke titel: 'Entretien avec Jean-Yves Jouannais et Christophe Duchatelet', in 1995 verschenen in Art Press, in 1998, 2009 en 2020 opgenomen in Interventions.

- 'Kunst als afschillen' (*, **, 2 pagina's). Oorspronkelijke titel: 'L'Art comme épluchure', in 1995 verschenen in Les Inrockuptibles, in 1998, 2009 en 2020 opgenomen in Interventions.
- 'Feest' (*, **, 4 pagina's). Oorspronkelijke titel: 'La Fête', in 1996 verschenen in 20 Ans, in 1999 opgenomen in Rester vivant et autres textes, in 2009 en 2020 opgenomen in Interventions.
- 'Productieve absurditeit' (*, **, 7 pagina's). Oorspronkelijke titel: 'Absurdité créatrice', in 1995 verschenen in: Les Inrockuptibles, in 1998, 2009 en 2020 opgenomen in Interventions.
- 'Gesprek met Valère Staraselski' (*, 5 pagina's). Oorspronkelijke titel: 'Entretien avec Valère Staraselski', in 1996 verschenen in L'Humanité, in 1998 opgenomen in Interventions.
- 'Dode tijden' / 'Dode momenten' (*, **, 8 hoofdstukken/essays, 25 pagina's). Oorspronkelijke titel: 'Temps morts, in 1997 verschenen in 8 afleveringen van Les Inrockuptibles; in 1998, 2009 en 2020 opgenomen in Interventions; in 1999 opgenomen in Rester vivant et autres textes.
  - Wat kom je hier doen? (3 pagina's)[noot 4]
  - De Duitser (3 pagina's).
  - De verlaging van de pensioengerechtigde leeftijd (3 pagina's).
  - Calais, Pas-de-Calais (3 pagina's).
  - Metropolitaanse klucht (3 pagina's).
  - Gewoon incasseren (3 pagina's).
  - Waar dienen mannen toe? (3 pagina's).
  - De huid van de beer (3 pagina's).
- 'Brief aan Lakis Proguidis' (*, **, 5 pagina's). Oorspronkelijke titel: 'Lettres à Lakis Proguidis', in 1997 verschenen in L'Atelier du roman; in 1998, 2009 en 2020 opgenomen in Interventions.
- 'Nader tot de ontreddering' (*, **, 20 pagina's). Oorspronkelijke titel: 'Approches du désarroi', in 1993 verschenen in de bundel Genius Loci, in 1995 in Objet perdu, in 1997 in gewijzigde vorm in Dix, in 1998, 2009 en 2020 opgenomen in Interventions, in 1999 opgenomen in Rester vivant et autres textes. Eerder in het Nederlands verschenen als 'Kunst in tijden van ontreddering' in De revisor, jrg. 26 nr. 6, dec. 1999.
  - De hedendaagse architectuur als doorstroombevorderingsfactor (5 pagina's).
  - Schappen vervaardigen (2 pagina's).
  - De berekeningen vereenvoudigen (2 pagina's).
  - Een korte geschiedenis van de informatica (4 pagina's).
  - En toen was het welletjes geweest (2 pagina's).
  - De wereld als supermarkt en spot (6 pagina's).
  - De poëzie van de onderbroken beweging (4 pagina's).
- 'Lege hemelen' (*, **, 2 pagina's). Oorspronkelijke titel: 'Cieux vides', in 1999 verschenen in Rester vivant et autres textes, in 2009 en 2020 opgenomen in Interventions.

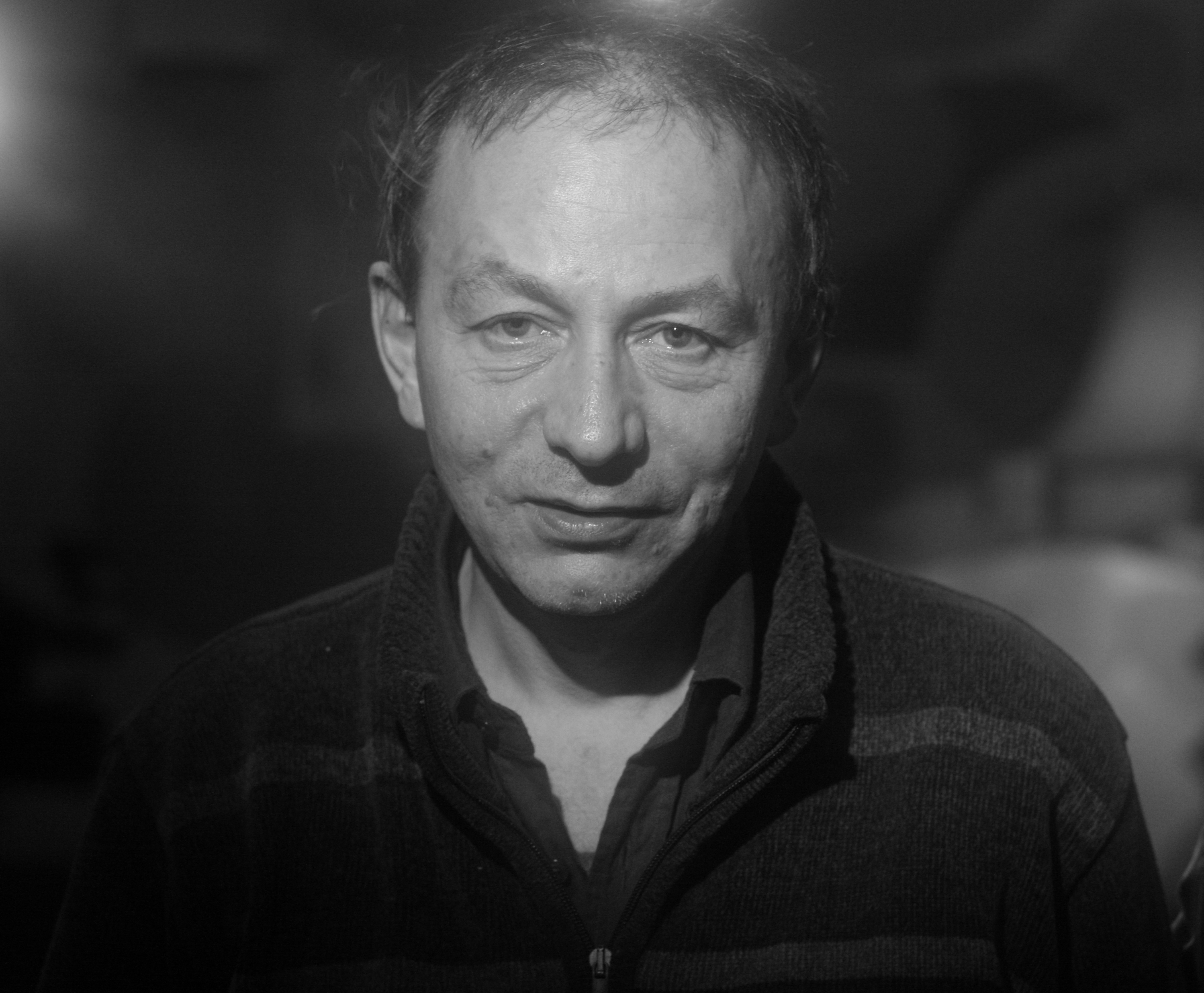
Michel Houellebecq

- 'Ik ben normaal. Een normale schrijver' (*, **, 6 pagina's). Oorspronkelijke titel: 'Je suis normal. Écrivain normal', in 1997 verschenen in Max, in 2004 in de bundel Des nouvelles du prix de Flore, in 2020 opgenomen in Interventions.
- 'Missie volbracht: vol in het midden mikken' (*, 6 pagina's). Oorspronkelijke titel: 'Compte-rendu de mission: viser en plein centre', in 2002 verschenen in Lanzarote et autres textes.
- 'De pedofiele kwestie' (*, **, 4 pagina's). Oorspronkelijke titel: 'La question pédophile', in 1997 verschenen in L'Infini, in 2009 en 2020 opgenomen in Interventions.
- 'Het mensdom, tweede fase' (*, **, 6 pagina's). Oorspronkelijke titel: 'L'Humanité, second stade', in 1998 verschenen als voorwoord bij de Franse uitgave van Valerie Solanas' SCUM Manifesto, in 2009 en 2020 opgenomen in: Interventions.
- 'Bouwstoffen van de roman' (*, 2 pagina's). In 1998 verschenen als voorwoord bij de essaybundel Interventions.
- 'Interview met Frédéric Martel' (*, 10 pagina's). Oorspronkelijke titel: 'C'est ainsi que je fabrique mes livres', in 1999 verschenen in Nouvelle Revue française.  In het Nederlands eerder verschenen in De revisor, jrg. 27, nr. 4, augustus 2002.
- 'Cleopatra 2000' (*, 5 pagina's). Oorspronkelijke titel: 'Cléopâtre 2000', in 2002 verschenen in Lanzarote et autres textes.
- 'Neil Young' (*, **, 4 pagina's). Aangepaste tekst van een lemma in de in 2000 verschenen Dictionnaire du Rock van Michka Assayas, in 2009 en 2020 opgenomen in Interventions.
- 'De privatisering van de wereld. Over 99 francs van Frédéric Beigbeder' (*, 7 pagina's). Oorspronkelijke titel: 'La Privatisation du monde. Sur 99 francs de Frédéric Beigbeder', in 2000 verschenen in Le Nouvel Observateur en L'Atelier du roman.
- 'Technische troost' (*, **, 5 pagina's). Oorspronkelijke titel: 'Consolation technique', in 2002 verschenen in Lanzarote et autres textes, in 2009 en 2020 opgenomen in Interventions.
- 'Interview met Christian Authier' (*, **, 10 pagina's). Oorspronkelijke titel: 'Michel Houellebecq: extension du domaine de la parole', in 2002 verschenen in L'Opinion Indépendante, in 2009 en 2020 opgenomen in Interventions.
- 'Hemel, aarde, zon' (*, **, 2 pagina's). Oorspronkelijke titel: 'Ciel, terre, soleil'; in 2002 verschenen in Contes de campagne en Lanzarote et autres textes, in 2009 en 2020 opgenomen in Interventions.
- 'De twintigste eeuw voorbij' (*, **, 5 pagina's) Oorspronkelijke titel: 'Sortit du XXe siècle', in 2002 verschenen in Nouvelle Revue française en Lanzarote et autres textes, in 2009 en 2020 opgenomen in Interventions. De Nederlandse vertaling verscheen eerder in Vrij Nederland, 29 juni 2002.
- 'Europe Endless' (*, 10 pagina's). Verspreid via internet, Berlijn, 25 februari 2002.
- 'Beschrijving van een bedruktheid' (*, 5 pagina's). Oorspronkelijke titel: 'Description d'une lassitude', geschreven in antwoord op een open brief van Maurice Dantec, verspreid via internet, april 2002.
- 'Philippe Muray in 2002' (*, **, 7 pagina's). Oorspronkelijke titel: 'L'homme de gauche est mal parti', in 2003 verschenen in Le Figaro, in 2009 en 2020 opgenomen in Interventions.
- 'Appendix: Naar een semi-rehabilitatie van Jan met de pet' / 'Naar een semi-rehabilitatie van de plurk' (*, **, 2 pagina's). Later toegevoegde appendix bij 'L'homme de gauche est mal parti', aanvankelijk online verschenen, in 2009 en 2020 opgenomen in Interventions.
- 'Voorbereidselen tot het positivisme' (*, **, 2 hoofdstukken, 7 pagina's). Oorspronkelijke titel: 'Préliminaires au positivisme', in 2003 verschenen als voorwoord van de congresbundel Auguste Comte aujourd'hui (redactie: Michel Bourdeau), in 2009 en 2020 opgenomen in Interventions.
  - Het einde van de metafysica
  - De stichting van de religie
- 'Interview met Martin de Haan' (*, **, 24 pagina's). De Nederlandse versie verscheen achtereenvolgens in de Volkskrant, 28 december 2002, in Leven, lijden, schrijven – methode (Voetnoot, 2003) en in Bunker Hill, nr. 26, februari 2004.[noot 5] De Franse versie verscheen in 2004 als 'Entretien avec Martin de Haan' in Michel Houellebecq, études reúnies par Sabine van Wesemael.
- 'Le Mirage van Jean-Claude Guiguet' (**, 2 pagina's). Oorspronkelijke titel: Le Mirage de Jean-Claude Guiduet, in	1992 verschenen in Les Lettres françaises, nr. 27, in 1999, 2009 en 2020 opgenomen in Interventions.
- 'Ik heb een droom' (**, 3 pagina's). Oorspronkelijke titel: 'Ich habe einen Traum' (interview van Wolfgang Farkas), in 2002 verschenen in Die Zeit, 2 november 2002, in 2009 en 2020 in Franse vertaling opgenomen in Interventions.

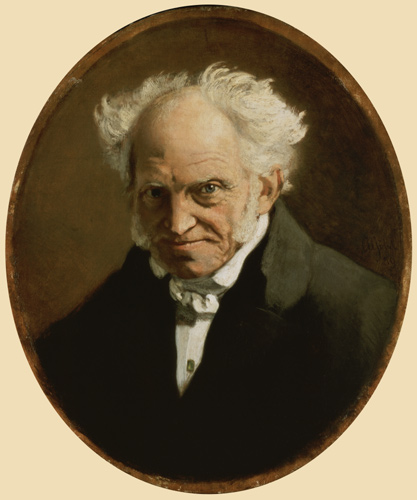
Arthur Schopenhauer

- 'In aanwezigheid van Schopenhauer' (**, 40 pagina's). Oorspronkelijke titel: 'En présence de Schopenhauer', onvoltooid manuscript (ca. 2003), in 2017 verschenen als zelfstandige uitgave ter gelegenheid van de verschijning van het Houellebecqvolume in de reeks Les Cahiers de L'Herne. In 2018 als zelfstandige titel in het Nederlands verschenen.
  - Inleiding. Word wakker, vriend, verlaat de kindertijd!
  - 1. De wereld is mijn voorstelling
  - 2. Neem de dingen aandachtig in ogenschouw
  - 3. Zo objectiveert het willen-leven zich
  - 4. Het schouwtoneel van de wereld
  - 5. Het praktische leven: wat we zijn
  - 6. Het praktische leven: wat we hebben
- 'Conservatisme, bron van vooruitgang' (**, 3 pagina's). Oorspronkelijke titel: 'Le conservatisme, source de progrès', in 2003 verschenen in Le Figaro, 8 november 2003, in 2017 opgenomen in L'Herne Houellebecq (Les Cahiers de L'Herne), in 2020 opgenomen in Interventions.
- 'Ik heb gelezen, heel mijn leven lang' (**, 4 pagina's). Oorspronkelijke titel: 'J'ai lu toute ma vie' (ter gelegenheid van het vijftigjarig bestaan van de pocketreeks J'ai Lu), in 2009 en 2020 opgenomen in Interventions.
- 'Bodemprofielen' (**, 5 pagina's). Oorspronkelijke titel: 'Coupes de sol', in 2008 verschenen in Artforum, in 2009 en 2020 opgenomen in Interventions.
- 'De zoekgeraakte tekst' (**, 4 pagina's). Oorspronkelijke titel: 'Le texte perdu', in 2012 verschenen als voorwoord bij L'Imaginaire touristique, in 2020 opgenomen in Interventions.
- 'Interview met Frédéric Beigbeder' (**, 11 pagina's). Oorspronkelijke titel: 'Entretien avec Frédéric Beigbeder', in april 2014 verschenen in Lui, in 2020 opgenomen in Interventions.
- 'Een remedie tegen het dodelijk vermoeiende zelf' (**, 5 pagina's). Oorspronkelijke titel: 'Un remède à l'épuisement d'être', in 2014 verschenen als voorwoord bij Musée national van Marc Lathuillière, in 2020 opgenomen in Interventions.
- 'Interview met  Marin de Viry en Valérie Toranian' (**, 24 pagina's). Oorspronkelijke titel: 'Entretien avec Marin de Viry et Valérie Toranian', in juli 2015 verschenen in Revue des Deux Mondes, in 2020 opgenomen in Interventions.
- 'Interview met Agathe Novak-Lechevalier' (**, 15 pagina's). Oorspronkelijke titel: 'Prendre sur toi le négatif. Entretien avec Agathe Novak-Lechevalier', in april 2017 online verschenen, in 2020 opgenomen in Interventions.
- 'Emmanuel Carrère en de vraag van het goede' (**, 10 pagina's). Oorspronkelijke titel: 'Emmanuel Carrère et le problème du bien', in 2018 opgenomen in Emmanuel Carrère – faite effraction dans le réel, in 2020 opgenomen in Interventions.
- 'Donald Trump is een goede president' (**, 7 pagina's). Oorspronkelijke titel: 'Donald Trump is a good president', in januari 2019 in het Engels verschenen in Harper's Magazine, in 2020 opgenomen in Interventions.[noot 6]

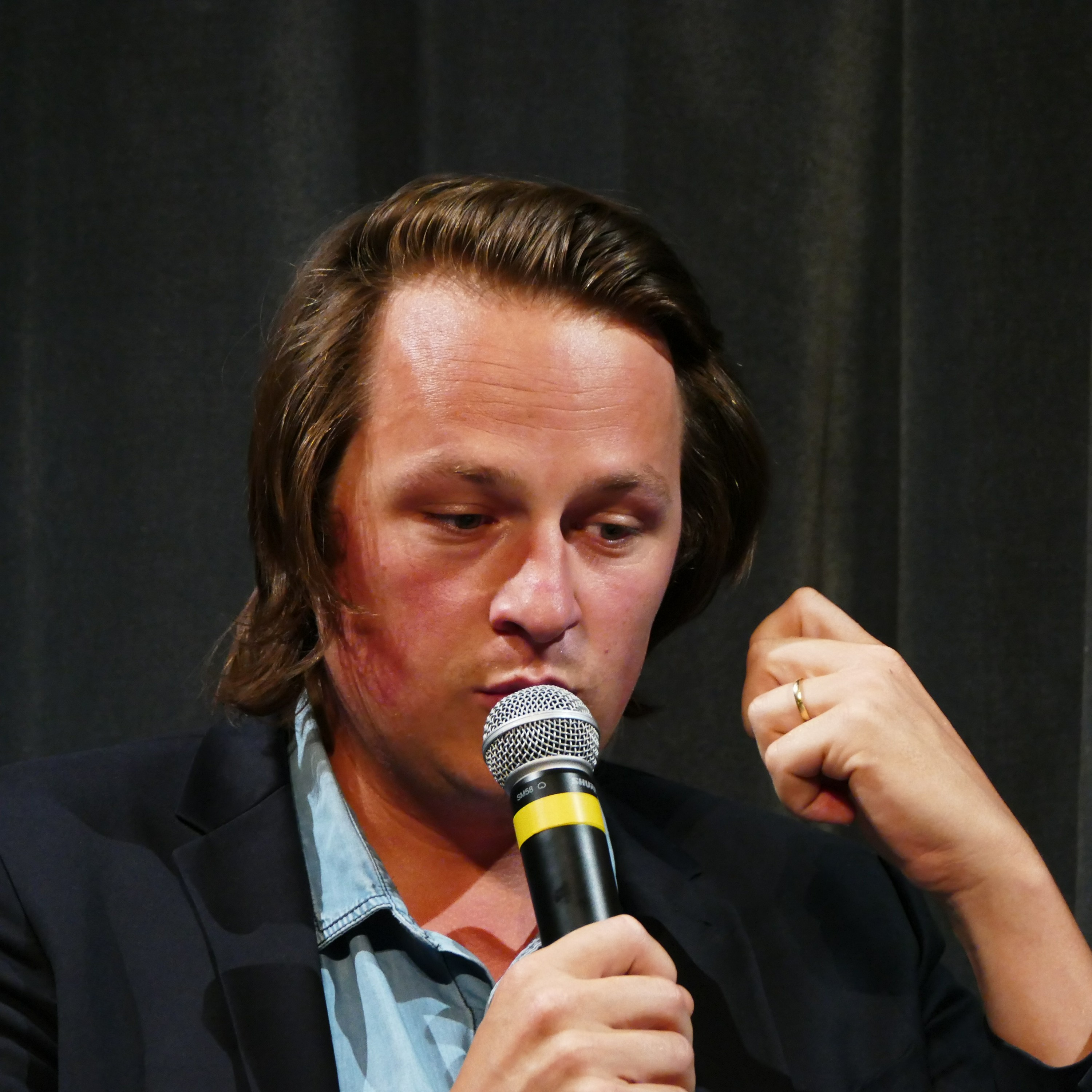
Geoffroy Lejeune

- 'Gesprek met Geoffroy Lejeune' (**, 9 hoofdstukken, 24 pagina's). Oorspronkelijke titel: 'Conversation avec Geoffroy Lejeune', in oktober 2019 verschenen in Revue des Deux Mondes, in 2020 opgenomen in Interventions. Eerder in het Engels verschenen in First Things, mei 2019.
  - Liturgie
  - Sociale organisatie
  - Interreligieuze dialoog
  - De hel
  - Christelijke kunst
  - Wetenschap
  - Politieke macht
  - Seksualiteit
  - Kan de katholieke kerk haar oude glorie hervinden?
- 'Alleen wat erger – antwoord aan een paar vrienden' (**, 5 pagina's). Oorspronkelijke titel: 'En un peu pire', in mei 2020 verschenen op de website van France Inter, in 2020 opgenomen in Interventions. De Nederlandse vertaling is eerder verschenen in de Volkskrant, 15 mei 2020.
- 'De zaak-Vincent Lambert had niet mogen plaatsvinden' (**, 7 pagina's). Oorspronkelijke titel: 'L'affaire Vincent Lambert n'aurait pas dû avoir lieu', in 2020 verschenen als voorwoord bij Vincent Lambert, une mort exemplaire? van Emmanuel Hirsch, in 2020 opgenomen in Interventions.
- 'Niemand wil doodgaan' (**, 5 pagina's, titel van de vertaler). Oorspronkelijke verschenen, zonder titel, in Le Figaro, 5 april 2021.

### Stijl en thematiek
In het algemeen kan gesteld worden dat Houellebecqs stijl zowel herkenbaar als veranderlijk is. Kenmerkend zijn de plotselinge veranderingen van toon of register. Van heersende stijlopvattingen trekt hij zich weinig aan. In deze bundels wordt dat nog versterkt door de uiteenlopende literaire genres die de schrijver beoefent (essay, column, opiniestuk, polemiek, pamflet, brief, vraaggesprek), waardoor een bont palet aan stijlen aanwezig is. Volgens Martin de Haan, zijn vertaler – en aanspreekpunt tegen wil en dank als het in Nederland of Vlaanderen weer eens over Houellebecq gaat –, staan ironie en ambiguïteit in zijn literaire werk centraal, waardoor "nooit precies duidelijk is wanneer iets letterlijk moet worden genomen en wanneer niet – of misschien wel allebei tegelijk".
De koude revolutie bestrijkt een breed spectrum aan thema's, waaronder literatuur, kunst, religie, seksualiteit, racisme, feminisme, euthanasie, (Franse) politiek, Europese eenwording, het consumentisme en het massatoerisme. Vrijwel alles wat in onze Westerse maatschappij speelt, interesseert hem. Hij heeft lak aan de geijkte opvattingen van 'links' en 'rechts'. Martin de Haan vat het als volgt samen: "Een anarchist die hartstochtelijk voor orde pleit. Een antiliberaal die naar parenclubs gaat en niet per se tegen sekstoerisme is. Een als rechts bekendstaande polemist die zich op Karl Marx beroept. Een solist die het liefst wil opgaan in de massa. Een katholiek die niet in God gelooft. [...] bijna altijd pleit Houellebecq tegen het egoïsme en het narcisme van de moderne marktmaatschappij en voor een andere, op saamhorigheid gebaseerde samenleving."

## Publicatie
De eerste Nederlandse editie van Houellebecqs verzamelde essays verscheen op 25 februari 2004 bij De Arbeiderspers. De tweede herziene en uitgebreide editie verscheen op 31 mei 2022 als hardcover en e-boek bij dezelfde uitgever. De vertaling en samenstelling van beide bundels was van Martin de Haan. Voor de vertaling van de eerste bundel stelde het Nederlands Letterenfonds een projectwerkbeurs ter beschikking.
De meeste essays uit De koude revolutie verschenen eerder in Franse kranten en tijdschriften, als voorwoord bij boeken van andere auteurs, of soms als afzonderlijke uitgave. Alle essays, met uitzondering van het laatste in de tweede editie, zijn tevens opgenomen in de Franstalige verzamelbundels Rester vivant / La Poursuite du bonheur (1997), Interventions (3 edities: 1998, 2009 en 2020), Rester vivant et autres textes (1999), Lanzarote et autres textes (2002) en L'Herne Houellebecq (Les Cahiers de L'Herne) (2017).
Het langere essay over H.P. Lovecraft verscheen in het Frans als afzonderlijke titel: H.P. Lovecraft – contre le monde, contre la vie (1991). Dit essay is anno 2024 in een twintigtal talen gepubliceerd. In 2015 verscheen dit essay bij De Arbeiderspers ook in het Nederlands als afzonderlijke publicatie onder de titel H.P. Lovecraft – Tegen de wereld, tegen het leven (met een voorwoord van Stephen King). Twee andere essays zijn eveneens als afzonderlijke uitgaven in het Nederlands verschenen, in 2003 Leven, lijden, schrijven – methode (aangevuld met het eerder genoemde interview van Martin de Haan met Houellebecq) bij uitgeverij Voetnoot, en in 2018 In aanwezigheid van Schopenhauer (met een uitgebreide inleiding van Martin de Haan) bij De Arbeiderspers.
Franse uitgaven van Houellebecqs essays opgenomen in De koude revolutie

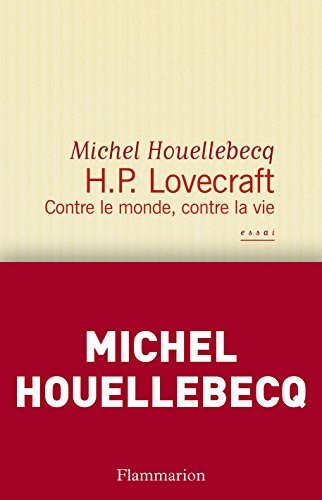
H.P. Lovecraft – contre le monde, contre la vie (1991)
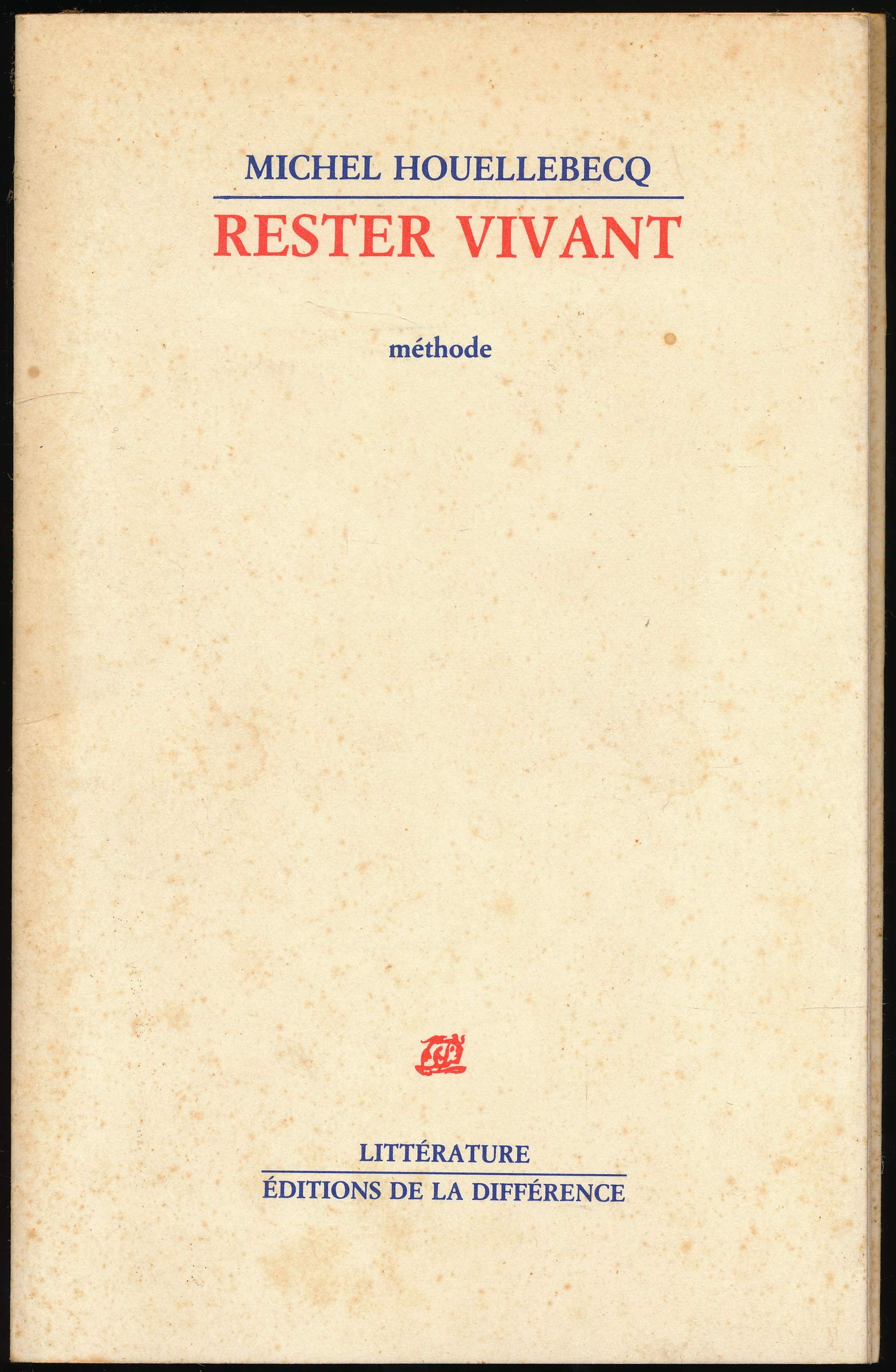
Rester vivant – méthode (1991)
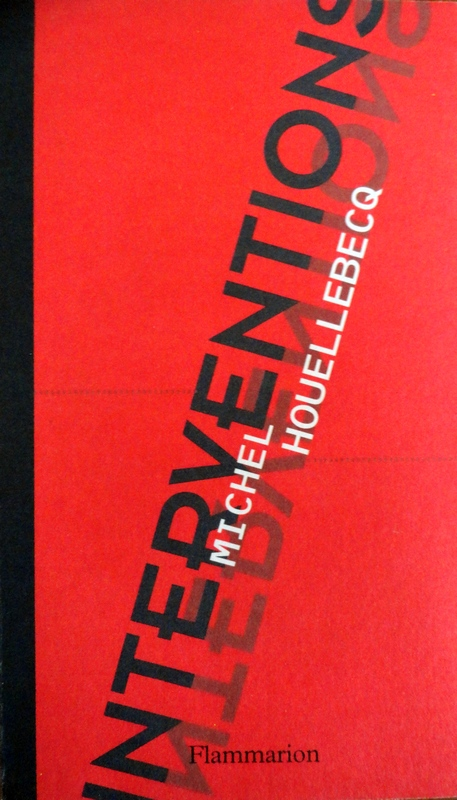
Interventions (1998)
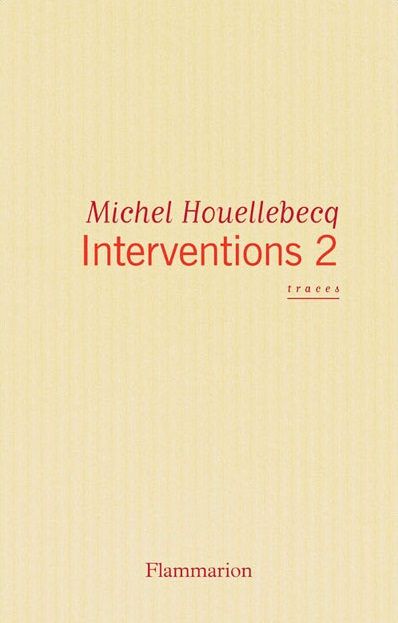
Interventions 2 (2009)
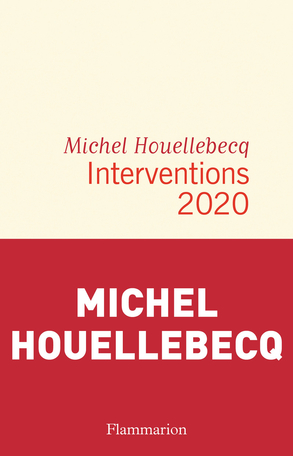
Interventions 2020 (2020)
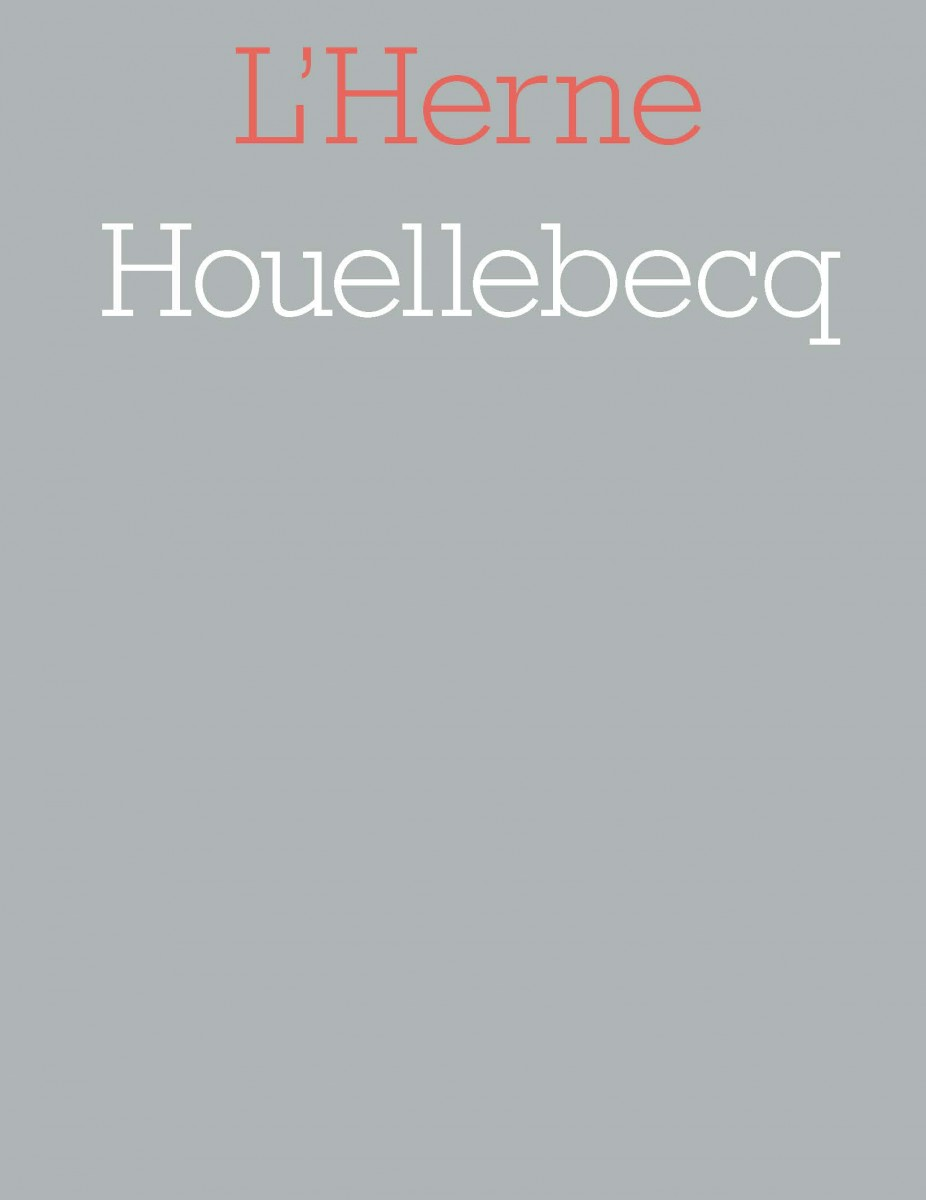
L'Herne Houellebecq (2017)
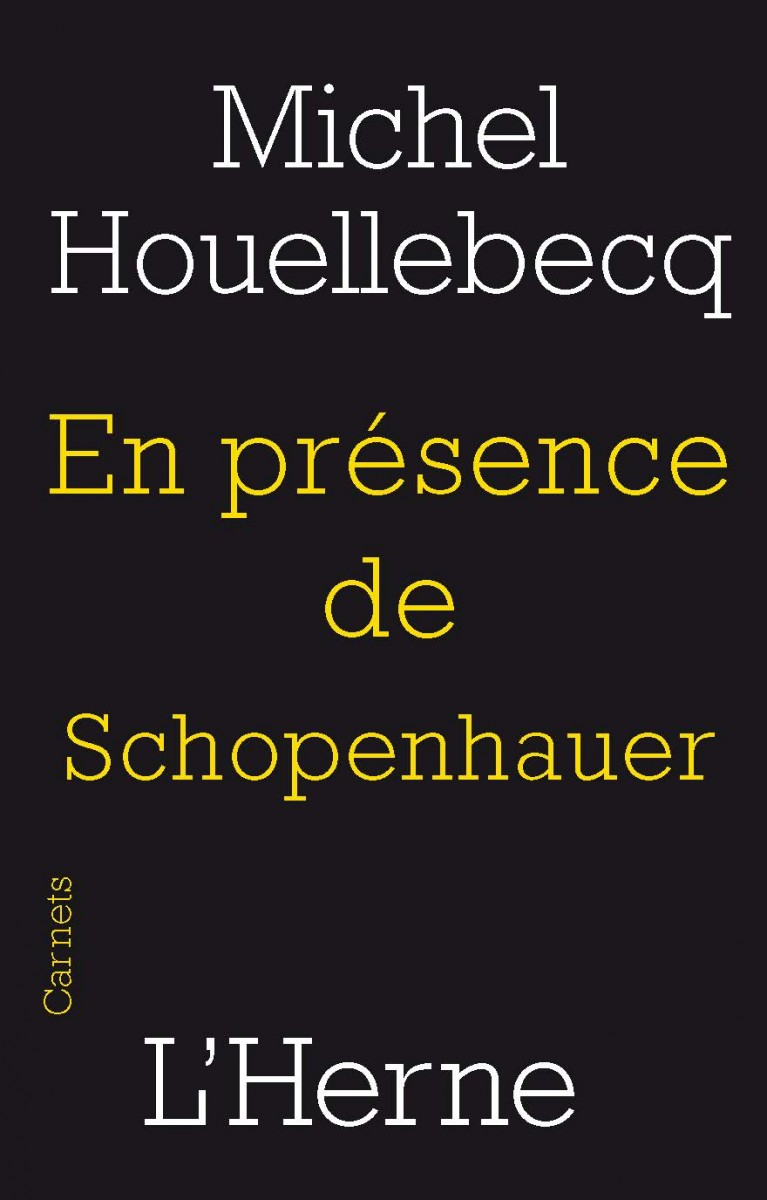
En présence de Schopenhauer (2017)

### Ontvangst
Het verschijnen van de eerste editie van Interventions in 1998, Houellebecqs eerste essaybundel in Frankrijk, leverde relatief weinig – positieve of negatieve – kritieken op, veel minder dan zijn romans. Bij de verschijning in 1999 van de Duitse vertaling, onder de titel Die Welt als Supermarkt, merkte Andreas Isenschmid in Der Tages-Anzeiger op: "De echte Houellebecq ontmoet je in zijn essaybundel. De vermeende nihilist en cynicus analyseert daarin de halve hedendaagse werkelijkheid."
Na de verschijning van Interventions 2 in 2009 merkte Maud Granger Remy in Le Nouvel Observateur op dat de titel 'Interventions 2' misleidend is, omdat het geen vervolg op de bestaande bundel Interventions is, maar een heruitgave met een (beperkte) uitbreiding van zeventien teksten, die ook allemaal al elders gepubliceerd zijn. Ze vond tevens dat de collectie onsamenhangend is en sommige teksten uit hun context zijn gehaald, zoals het nawoord van het SCUM Manifesto, dat weinig relevantie heeft als het niet samen met het manifest zelf wordt gelezen. Sébastien Lapaque merkte in Le Figaro op dat Houellebecq als een van de weinige Franse schrijvers de tijdgeest trotseert door een "bad boy" te zijn. Hij voegde daaraan toe dat Interventies 2 zowel Houellebecqs romans verduidelijkt, als diens polemieken.
Over de kritieken van de Nederlandstalige pers op de eerste editie van De koude revolutie zijn weinig gegevens bekend. Arnold Heumers merkte in NRC Handelsblad op: "Weten hoe het is, is een vorm van verzet, als je het nog zo kunt noemen, die zich geen enkele illusie meer maakt." Bij de verschijning van de tweede editie schreef Martin de Haan in de Volkskrant: "Houellebecq is geen nihilist. Hij is een romanticus op zoek naar verbinding [...] Wie goed leest, vindt in zijn net verschenen bundel essays, columns en polemieken wel degelijk een ideologische lijn." De Vlaamse krant De Morgen sprak echter van "de gewiekste dolksteken van een beroepsprovocateur". Aede de Jong concludeerde na het lezen van de bundel op Tzum: "Houellebecq is een prikkelende denker, vooral als je het niet met hem eens bent."
Het langere essay 'Nader tot de ontreddering', dat al in 1999 in De revisor was verschenen als 'Kunst in tijden van ontreddering', werd door de redactie van dat blad gepresenteerd als "een essay waarvan de stijl is getypeerd als non-style" (een verwijt dat eerder al Houellebecqs roman Elementaire deeltjes trof). Martin de Haan ging, eveneens in De revisor, hiertegen in verweer. De historicus Arnout le Clercq besprak voor het Nexus Instituut In aanwezigheid van Schopenhauer, dat in 2018 als zelfstandige uitgave verscheen. Houellebecq schrijft volgens Le Clercq met veel enthousiasme en bewondering, maar "dit essay daarentegen was gebaat geweest bij meer duidelijkheid en minder gemijmer". Zo vond hij het jammer dat Houellebecq in de inleiding opmerkt dat hij 'schopenhaueriaan af' is en zich 'bekeerd' heeft tot Comte, maar verzuimt dit toe te lichten. Stephen King, die in 2019 het voorwoord verzorgde bij de boekuitgave van H.P. Lovecraft – Tegen de wereld, tegen het leven, schreef over het essay: "Lovecrafts voldragen werk is nooit beter op zijn merites beoordeeld dan door Michel Houellebecq".

## Adaptatie
- Het essay 'Rester vivant – méthode' (Nederlands: 'Leven, lijden, schrijven – methode') werd in 2016 door filmregisseur Erik Lieshout, samen met Michel Houellebecq en rockmuzikant Iggy Pop, bewerkt tot de documentairefilm To Stay Alive: A Method. De film, in het Engels en Frans met Nederlandse ondertiteling, ging op 19 november 2016 op het International Documentary Film Festival Amsterdam (IDFA) in première en draaide vanaf 2 februari 2017 in de bioscopen.[23]